# Carl Fredrik Peterson

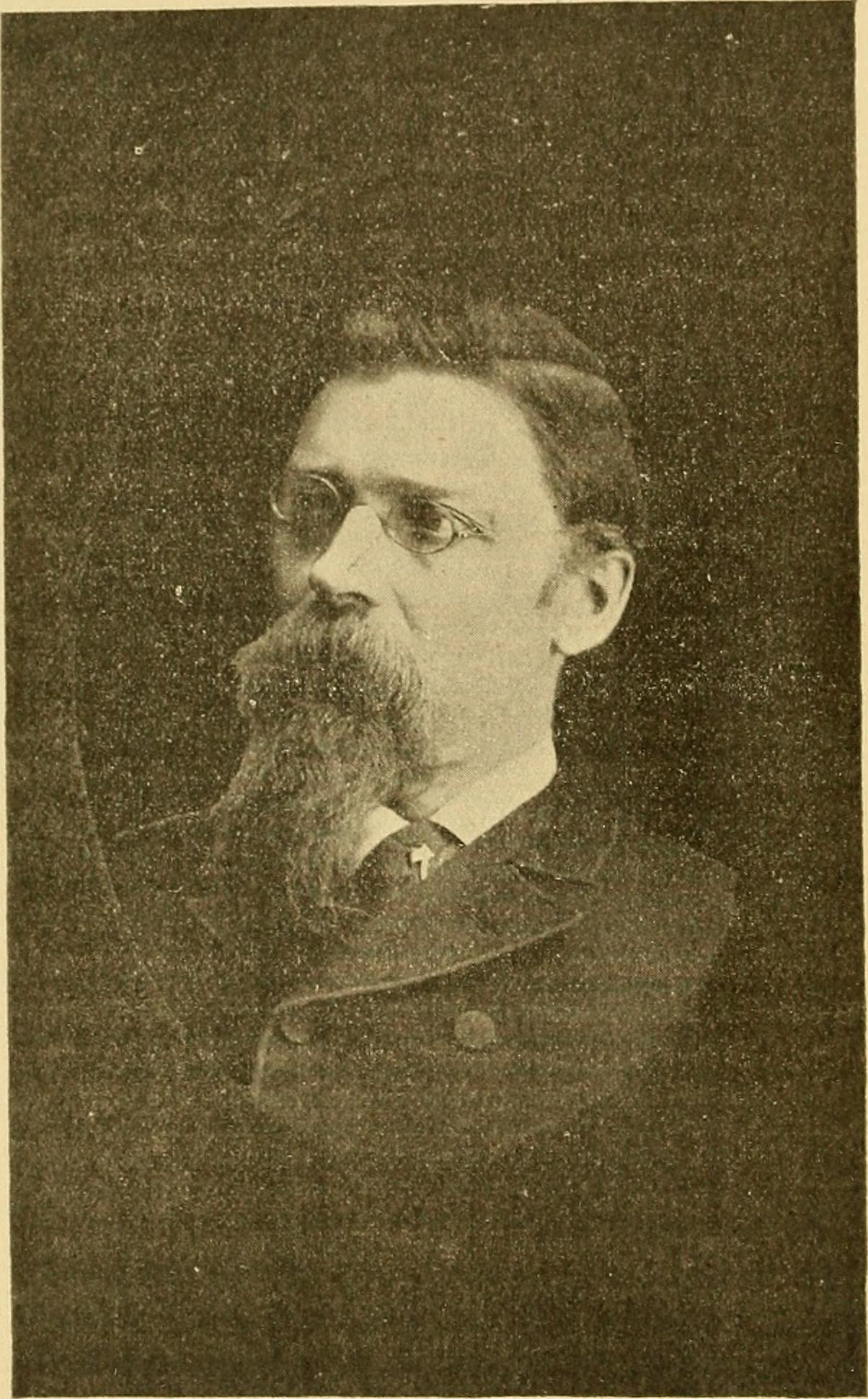
Carl Fredrik Peterson, c. 1892

Carl Fredrik Peterson, född 16 april 1843 i Fittja socken, död 11 juni 1901 i Chicago, var en svensk-amerikansk publicist och författare.
Vid 18 års ålder utvandrade Peterson till USA. Från 1870 var han anställd vid olika tidningar. Åren 1876-1884 var han chefredaktör för Svenska Tribunen och 1884-1888 för Svenska Amerikanaren, två konkurrerande svenskspråkiga veckotidningar som utgavs i Chicago.
Utöver egna böcker, har han också utgett engelska översättningar av svensk poesi.

## Skrifter
- Svenskarna i Illinois : historiska anteckningar (1884), tillsammans med Eric Johnson.
- Nya verlden : en blick i den nordamerikanska republikens häfder (1885)
- Linnæa : poetiskt album af svensk-amerikanska publicister i Chicago (1887), tillsammans med Johan Alfred Enander, Jakob Bonggren och Ernst Lindblom.
- Förenta staternas historia i sammandrag (1890)
- Republiken och dess institutioner jemte konstitutionen i öfversättning (1891)
- Amerikanska vältalare : ett urval af utmärkta orationer, tal och föredrag (1891)
- Ett hundra år : en återblick på det nittonde seklet (1892)
- Politisk handbok för svenskarne i Amerika (189n)
- Lärobok i geografi (1894)
- Kärlek och plikt (1895), novell.
- Sverige i Amerika : kulturhistoriska och biografiska teckningar (1898)
- Spansk-amerikanska kriget med talrika illustrationer (1899)
- James Rankin Young och J. Hampton Moore, Gripande krigskildringar af hemvände hjältar innehållande lifliga redogörelser och erfarenhetsrön af officerare och män (1899), öfversatt af C.F. Peterson.